# Physalis ignota
La vejiga de perro o Physalis ignota es una especie de planta herbácea perteneciente a la familia de las solanáceas.

## Descripción
Son hierbas anuales, que alcanzan un tamaño de hasta 1 m de alto; los tallos son erectos, teretes, glabros, otras partes con densos tricomas multicelulares grisáceos, pegajosos, cortos y finos. Las hojas son ovadas, de 6–15 cm de largo, el ápice agudo u obtuso, la base obtusa, truncada o cordada, subenteras o sinuado-dentadas, el envés más pubescente en los nervios; los pecíolos la mitad o tan largos como las láminas. Las flores con pedicelo de 2–7 mm de largo; el cáliz cupuliforme, de 3–6 mm de largo, lobado hasta cerca de la 1/2 de su longitud, lobos angostamente triangulares; corola rotáceo-campanulada, de 6–11 mm de diámetro, amarilla sin manchas; las anteras 2–2.5 mm de largo, amarillas o azuladas. El fruto es una baya de 9–15 mm de diámetro, cáliz hinchado, conspicuamente 5-angulado, 30–50 mm de largo, bastante invaginado basalmente, uniformemente pubescente por fuera, glanduloso por dentro, pedicelos 7–14 mm de largo; semillas ca 3 mm de diámetro, amarillentas.

## Distribución y hábitat
Es especie abundante, considerada maleza en todo el país; se encuentra a una altitud de 0–800 metros, desde el sur de México y las Antillas hasta Panamá.

## Taxonomía
Physalis ignota fue descrita por Nathaniel Lord Britton y publicado en Memoirs of the Torrey Botanical Club 16(2): 100–101, en el año 1920.
Sinonimia
- Physalis pentagona S.F.Blake[2]